# Rubén Soria
Ruben Néstor Soria (23 de janeiro de 1935) é um ex-futebolista uruguaio que atuava como defensor.

## Carreira
Rubén Soria fez parte do elenco da Seleção Uruguaia de Futebol, na Copa do Mundo de  1962. 